# Maria Stona
Maria Stona rozená Maria Stonawski, provdaná poprvé Scholz, podruhé Kleinert, (1. prosince 1859, Třebovice – 30. března 1944, tamtéž), byla slezská německy píšící spisovatelka, básnířka a mecenáška umění.

## Život
Maria Stonawski se narodila do rodiny Josefa Stonawski, který v roce 1861 koupil statek a zámek Třebovice (Strzebowitz) a jeho manželky Marie, rozené Prymus ze Soběšovic (Schöbischowitz) v Těšínském Slezsku. V roce 1881 se Maria provdala za doktora práv Alberta Scholze, syna podnikatele Aloise Scholze (1821–1883), ředitele hutí Witkowitzer Berg- und Hütten-Gewerkschaft v Moravské Ostravě. Manželé Maria a Albert Scholzové žili v letech 1881 až 1888 v Chropyni na Moravě. Tam se 16. srpna 1882 narodila jejich dcera Helena Železná-Scholz a 22. června 1884 syn Siegfried Adalbert (1884–1939). Helena se stala sochařkou, od roku 1914 žila ve Vídni a poté od roku 1923 v Římě. Maria Stonawski byla tetou spisovatelky Eugenie Wasilewské. V roce 1899 bylo její manželství rozvedeno. Jejím druhým manželem byl rakouský spisovatel, redaktor a literární kritik Karl Erasmus Kleinert (1857–1933). V roce 1933 Maria Stona vydala jeho životopis Ein Altösterreicher – Karl Erasmus Kleinert. 

## Slezský Výmar
Ještě před smrtí otce Josefa v roce 1910 převzala Maria Stona statky Třebovice a Martinov ve Slezsku a nechala přestavět Třebovický zámek a přilehlý park na své sídlo. Jak lze vyčíst z dodnes dochovaných knih hostů, vytvořila kolem sebe v průběhu let literárního kruh. Mezi něj patřilo mnoho významných světových osobností: spisovatelka Maria von Ebner-Eschenbach, filozof Rudolf Steiner (1901), literární kritik Georg Brandes (1901, 1903), francouzský politik Georges Clemenceau, nositelka Nobelovy ceny Berta von Suttner (1913), malíř Carry Hauser (1918), dramatik Franz Theodor Csokor, anglický egyptolog Flinders Petrie, spisovatel Stefan Zweig, spisovatel Alexander Roda Roda, lékař a spisovatel Karl Schönherr, spisovatel a publicista Paul Keller, malíř a spisovatel Oskar Kokoschka, novinář, publicista a otec sionismu Theodor Herzl. 
Maria Stona proslula také jako mecenáška a podporovatelka mladých umělců, který vstup do povědomí umělecké společnosti. Mezi nejznámější chráněnce patřil český klavírista a skladatel Ilja Hurník.
Zámek Třebovice byl poškozen a vypleněn Rudou armádou na konci druhé světové války, následující léta chátral a v roce 1958 byl pro havarijní stav zbořen.

## Literární tvorba
K jejímu rozsáhlému literárnímu odkazu patří cestopisy, sbírky básní s domáckou, často sentimentální lyrikou, povídky, novely a romány. Maria Stona patřila mezi nejvýznamnější spisovatelky své doby. Témata pro svá díla čerpala s psychologickým citem z okolního, dnes již zaniklého světa.
Ve svých dílech vytvořila obraz německého, českého a polského obyvatelstva žijícího na horním toku Odry v ústí řeky Opavy, v přímém kontaktu s nedalekou průmyslovou metropolí Moravské Ostravy a tehdejšího správního centra Slezska Opavou. Některé její básně byly po její smrti přeloženy do češtiny spisovatelkou Helenou Salichovou. Podnikala cesty do východní Evropy, jižní Francie a Španělska, které se rovněž promítly v její tvorbě.

## Dílo
- Das Buch der Liebe. Nakladatelství Anzengruber, Vídeň/Berlín 1888, 3. doplněné vydání 1897.
- Liebe einer jungen Frau. 3. vydání, nakladatelství Anzengruber, Vídeň/Berlín.
- Klingende Tiefen. Neue Gedichte. Nakladatelství Anzengruber, Vídeň/Berlín.
- König Eri, Ein Lied der Liebe. Nakladatelství Anzengruber, Vídeň/Berlín.
- Menschen und Paragraphie. Novellen. Nakladatelství Anzengruber, Vídeň/Berlín.
- Erzählt und gesungen. Novellen und Gedichte. Nakladatelství Anzengruber, Vídeň/Berlín.
- Ludwig Jakobowski im Licht des Lebens. S přispením H. Friedricha, R. M. Werner Georg Brandese, A. K. T. Tielem a dalšími, Nakladatelství Anzengruber, Vídeň/Berlín.
- Der Rabenschrei, Roman einer Scheidung. 1907.
- Die Heidelerche und andere heitere Geschichten. Nakladatelství Philipp-Reclam, 1910.
- Mein Dorf, Novellen und Skizzen aus Schlesien. Kürschners Bücherschatz Nr. 604.
- Flammen und Fluten. Gedichte. Nakladatelství Anzengruber, Vídeň/Berlín, 1912 (online – Internet Archive).
- Klein Doktor – Ein Kinderleben. Nakladatelství Albert Platzek, Lipsko, 1918.
- Das Doppelfest im Ort. In: Rur-Blumen, Jahrgang 1923, Nr. 12, Blätter für Heimatgeschichte. Beilage zum Jülischen Kreisblatt, Jahrgang 1921 bis 1924.
- Von Prag in die Provence über Strassburg, Verdun und Reims. Nakladatelství Anzengruber, Vídeň/Berlín, 1922.
- Das schöne Spanien, eine Reise in 51 Bildern. Nakladatelství AGV, Berlín, 1942 až 1944.
- Vor dem Sturz. Společenský román.
- Rachel. Roman. 2. Vydání, Nakladatelství Anzengruber, Vídeň/Berlín.
- O du spaßige Welt der Frauen. Nakladatelství Steyrermühl, Vídeň, Tagblatt Bibliothek, Nr. 76.
- Die wilde Wolhynierin. Román z Ukrajiny. Nakladatelství Anzengruber, Vídeň a Lipsko, 1922. (Zřejmě inspirovaný mládím sestřenice Marie Stony, Wilhelminy Ladislawy Koszyc (Kosietz), provdané v prvním manželství Ebenhöch a ve druhém manželství Laessig, zemřelé v roce 1938, dcery Václava Koszyce z Żywiece (Saybusch) v Haliči, tehdy korunní země Rakousko-Uherské monarchie).
- Eine Fahrt nach Karpathorußland. Nakladatelství Adolf Drechsler, Opava, 1936.
- Meine Mutter. In: Erzähltes Erbe – Auslese ostdeutscher Erzählkunst. Nakladatelství Odertor pro literaturu z východních Sudet, Heidelberg 1961, strana 27 až 52.
- Dorfgestalten aus dem Vorfeld von Groß-Ostrau. Sebral, úvodem opatřil a vydal Fritzem Eichler, Nakladatelství Odertor pro literaturu z východních Sudet, Heidelberg 1962. (S věnováním k 100. narozeninám Marie Stony a její přiloženou portrétní fotografií)